# Bulbophyllum putidum
Bulbophyllum putidum é uma espécie de orquídea (família Orchidaceae) pertencente ao gênero Bulbophyllum. Foi descrita por Johannes Elias Teijsmann, Simon Binnendijk e Johannes Jacobus Smith em 1912.